# Théodore-Marcel Sciard
Théodore-Marcel Sciard, francoski general, * 1881, † 1967.